# Visvaldas Kulbokas
Mons. Visvaldas Kulbokas (* 14. května 1974, Klaipėda) je litevský katolický duchovní, diplomat Svatého stolce, titulární arcibiskup v Massa Martana.

## Stručný životopis
Na kněze v telšiaiské diecézi byl vysvěcen v roce 1992, po studiích v místním semináři a na Papežské univerzitě sv. Kříže. Tam také získal doktorát z teologie (2001) a licenciát z kanonického práva (2004), přičemž v letech 2001–2004 byl formován na Papežské církevní akademie. Pak působil v papežské diplomacii, na nunciaturách v Libanonu (2004–2007), Nizozemí (2007–2009) a v Rusku (2009–2012). V letech 2012–2020 pracoval na vatikánském Státním sekretariátu, ve druhé sekci. V polovině roku 2021 jej papež František jmenoval titulárním arcibiskupem a nunciem na Ukrajině. Biskupské svěcení přijal ve Vilniusu.